# Скването Инфериоре (Алесандрија)
Скването Инфериоре је насеље у Италији у округу Алесандрија, региону Пијемонт.
Према процени из 2011. у насељу је живело 14 становника. Насеље се налази на надморској висини од 352 м.